# Tang Yijun
Tang Yijun (chinesisch: 唐一军; geboren im März 1961 in Ju, Provinz Shandong) ist ein chinesischer Politiker. Seit 29. April 2020 ist er Justizminister im Staatsrat der Volksrepublik China. Zuvor war er Gouverneur der Provinz Liaoning. Vor seiner Versetzung nach Liaoning im Oktober 2017 verbrachte er seine gesamte Karriere in der Provinz Zhejiang. Er war dort u. a. Bürgermeister und später Parteichef von Ningbo.

## Leben
Tang gilt wurde im Kreis Ju (Rizhao) in der Provinz Shandong geboren, verbrachte jedoch den größten Teil seines Lebens in Zhejiang. Er trat im Juli 1977 in die Belegschaft ein und arbeitete kurz nach dem Tod von Mao Zedong in den Gemeinden Qingtian, Yongkang und Lishui. Zwischen 1980 und 1984, kurz nach Beginn der Wirtschaftsreformen, war Tang Angestellter der Parteischule in Lishui; 1984 wurde er in die Parteischule von Zhejiang aufgenommen und erhielt eine Stelle in der Propagandaabteilung der Provinz Zhejiang.
Im Oktober 1985 trat Tang der Kommunistischen Partei Chinas bei. Im Jahr 1991 begann Tang unter Li Zemin für das Generalbüro des Zhejiang-Parteikomitees zu arbeiten. Im Juli 1997 wurde er Generalsekretär der Parteiorganisation Zhoushan. Im Juni 2002 wurde er zum Generalsekretär der Zhejiang-Kommission für Disziplinarinspektion ernannt. Im Juni 2005 wurde er zum stellvertretenden Parteichef und Disziplin-Inspektionssekretär von Ningbo ernannt. Im Februar 2010 wurde er Chef der Kommission für Politik und Recht von Ningbo. 
Im Mai 2016 wurde Tang Bürgermeister von Ningbo. Ab August 2016 war er auch Sekretär der Kommunistischen Partei von Ningbo und Mitglied des ständigen Ausschusses der Zhejiang-Provinzpartei. Im Mai 2017 wurde Tang zum stellvertretenden Parteichef der Provinz Zhejiang ernannt. Vor seiner Ernennung zum amtierenden Gouverneur von Liaoning im Oktober 2017 war er fünf Monate in dieser Funktion tätig.